# اریک اندرسون
اریک اندرسون (انگلیسی: Eric Anderson; ۱۲ مارس ۱۹۳۱ – ۱ ژانویهٔ ۱۹۹۰) بازیکن فوتبال اهل بریتانیا بود.
از باشگاه‌هایی که در آن بازی کرده‌است می‌توان به باشگاه فوتبال لیورپول و باشگاه فوتبال مکلسفیلد تاون اشاره کرد.